# Chiesa di San Pietro Apostolo (Bibbiano)
La chiesa di San Pietro Apostolo, anche nota come pieve di Barco, è la parrocchiale di Barco, frazione del comune italiano di Bibbiano in provincia di Reggio Emilia. Appartiene al vicariato della Val d'Enza nella diocesi di Reggio Emilia-Guastalla e risale al XIII secolo.

## Storia

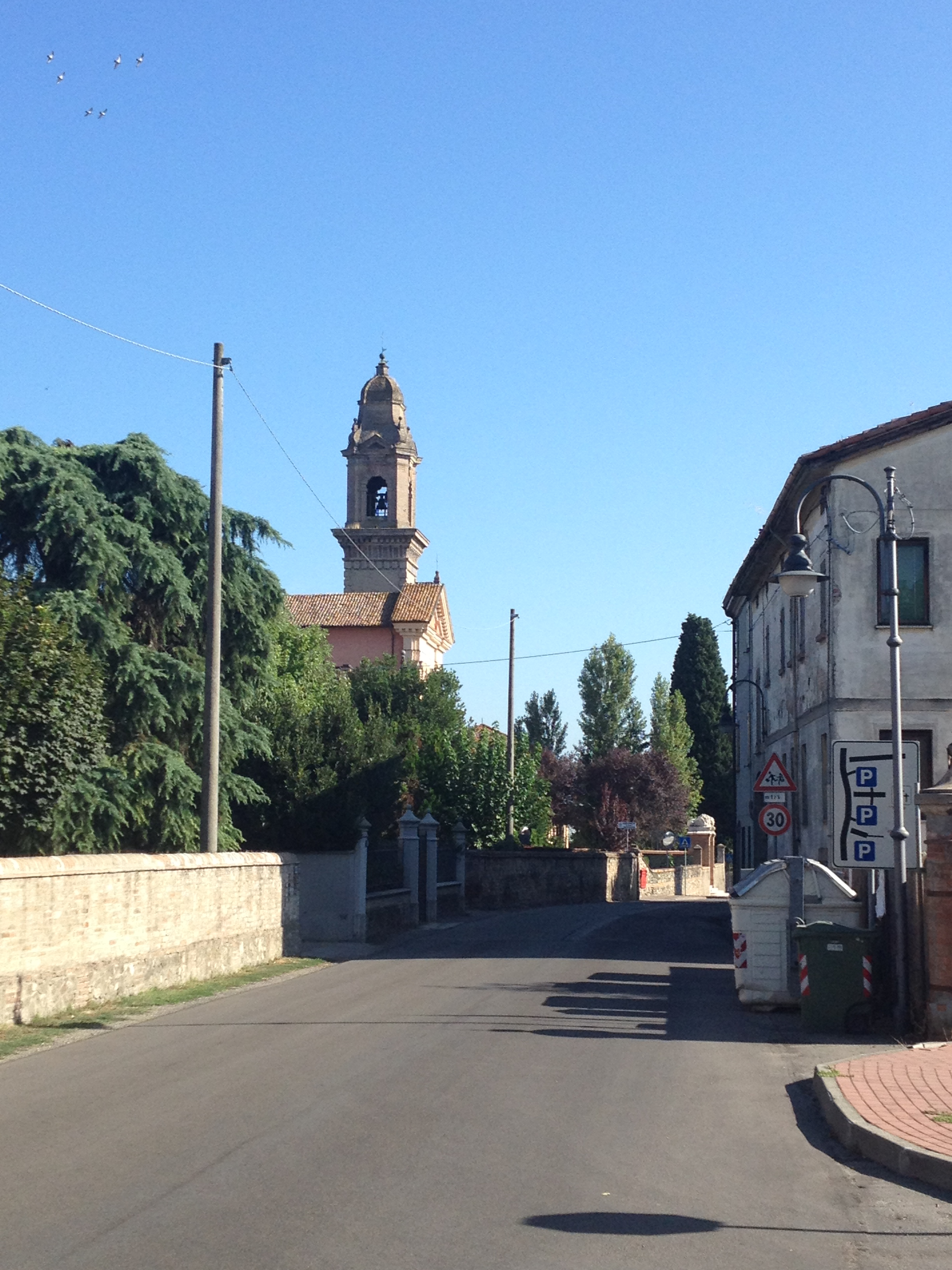
la torre campanaria della chiesa nell'abitato di Barco

La prima documentazione della chiesa risale al 1233 quando venne citata come una delle filiali della pieve di Montecchio (plebis di Monticulo) e appartenente al capitolo della cattedrale di Santa Maria Assunta di Parma, quindi sotto la giurisdizione ecclesiastica di quel territorio. La situazione mutò prima nel 1697 quando la sede di Barco diventò arcipretoria e poi nel 1828 quando entrò a far parte della diocesi di Reggio Emilia-Guastalla. L'edificio fu oggetto nel 1645 di una ricostruzione secondo lo stile neoclassico del periodo. Tra il 1789 e il 1796 la struttura venne ampliata sia in altezza sia in lunghezza, inoltre venne costruita una nuova facciata neoclassica. Nella sala, attorno al 1839, l'altare maggiore storico in legno dorato venne sostituito da uno nuovo in scagliola e all'inizio XX secolo nella chiesa venne consacrata la prima cappella con dedicazione alla Vergine di Lourdes dell'intera diocesi. Nell'ultimo decennio del secolo sono stati realizzati lavori conservativi e di risanamento che hanno riguardato le coperture e gli interni. Tra il 2016 e il 2017 è stato necessario intervenire con lavori di consolidamento statico del campanile e risistemazione delle sue pareti esterne.

## Descrizione

### Esterni
La chiesa si trova nell'abitato di Barco, frazione di Bibbiano in provincia di Reggio Emilia. La facciata è neoclassica e caratterizzata dalle quattro lesene binate che reggono il grande frontone triangolare. Il portale di accesso è sormontato in asse dalla grande nicchia con la statua che raffigura il titolare Pietro Apostolo. La torre campanaria, che in origine era di minore altezza e sembra che si trovasse a sinistra, si alza in posizione separata dal corpo dell'edificio sulla sua destra e la sua cella si apre con quattro finestre a monofora.

### Interni
La sala è di grandi dimensioni ed è formata da tre navate separate da grandi archi sorretti da dodici semicolonne rifinite in stucco. Nelle navate laterali sono presenti sei cappelle, tre per lato. L'adeguamento liturgico del presbiterio è stato ultimato nel 1975.